# Николай Кузанский
Никола́й Куза́нский (Николай Кузанец, Николай из Кузы; лат. Nicolaus Cusanus, Nicolaus de Cusa, нем. Nikolaus von Kues, настоящее имя Николай Кребс, нем. Nicolaus Krebs, Chrifftz; 1401, Куза, Трирское курфюршество, Священная Римская Империя — 11 августа 1464, Тоди, Умбрия, Священная Римская Империя) — кардинал Римской католической церкви, крупнейший немецкий мыслитель XV века, философ, теолог, учёный, математик, церковно-политический деятель. Стоял у истоков зарождения немецкого гуманизма в эпоху перехода от позднего Средневековья к раннему Новому времени.
Николай Кузанский сыграл большую роль в церковной политике, в особенности в дебатах относительно церковной реформы. На Базельском соборе он первоначально поддерживал позицию концилиаристов, требовавших ограничения полномочий Папы. Однако впоследствии он перешёл на папскую сторону, которая в итоге и одержала верх. Обладая дипломатическими способностями, он стремился преодолеть разногласия с гуситами, умело продвигал интересы Папы и сделал блестящую карьеру кардинала, папского легата, князь-епископа Бриксенского и генерального викария Папской области. В Бриксене он столкнулся с сильным противодействием местной аристократии и властей, которому не смог противостоять.
Как философ Николай Кузанский стоял на позициях неоплатонизма, идеи которого он черпал как из античных, так и из средневековых источников. Основой его философии являлась теоретико-познавательная концепция совпадения противоположностей в Боге, где все рассудочные противоречия снимаются. Метафизически и теологически он считал, что Бог есть Единое. В сфере теории государства и политики он также исповедовал идею единения. Самой важной целью он считал максимально широкое воплощение мира и согласия, невзирая на объективные различия во мнениях. В своей философии он развил необычное для своего времени представление о религиозной терпимости (веротерпимости). Активно дискутируя об исламе, он признал за этой религией некоторую правдивость и право на существование, при этом, подобно Раймунду Луллию, он полагал, что мусульман можно и нужно убедить в справедливости догмата о Св. Троице.

## Биография
Николай Кребс родился на берегу Мозеля в богатой виноградниками деревне Кус (нем. Kues) — и получил прозвание по месту своего рождения: Кузанский, или Кузанец. Он был вторым из четырёх детей в семье Иоганна Кребса (нем. Henne (Johann) Krebs или Cryfftz), зажиточного лодочника, и Катарины Рёмер. Достоверных сведений о детских годах жизни будущего мыслителя не сохранилось. Известно, что Кузанец изучал латынь в Бернкастеле, затем он продолжил обучение в Гейдельбергском университете и в школе церковного права в Падуе. В 1423 году Николай получил звание доктора канонического права. Вернувшись в Германию, он занимался богословием и церковным правом в Кёльне, где его учителем стал Геймерик де Кампо. В 1426 году, вскоре после того как он получил сан священника, Николай становится секретарем папского легата в Германии кардинала Орсини. Через некоторое время он стал настоятелем Церкви св. Флорина в Кобленце.
В эти годы Николай Кузанский впервые знакомится с идеями гуманистов, которые оказывают на него определенное влияние. Недаром он оказался среди тех римско-католических священников, которые выступали за ограничение власти римского папы и усиление значения церковных соборов (концилиаристы). В своем первом сочинении «О всеобщем согласии» он, кроме того, высказывал сомнение в истинности «Константинова дара», а также провозгласил идею народной воли, имеющей равное значение для Церкви и государства. В 1433 году эти идеи он высказывал на Базельском соборе. Но уже к концу собора Николай перешел на сторону папы, видимо, усомнившись в возможности осуществления церковной реформы.
Вскоре Николай Кузанский поступил на службу в папскую курию. В 1437 году он входил в состав папской делегации в Константинополь, которая должна была встретиться с императором, патриархами и возможными делегатами от восточных церквей для объединительного собора между западной и восточными церквами. Глядя с опаской на османскую угрозу, греки всё больше стремились к унии. Однако собор, открытый в Ферраре и продолженный во Флоренции, не дал желаемых результатов. По дороге из Константинополя на Кузанца, по его словам, сошло Божественное откровение, которое вскоре станет основой знаменитого трактата «De docta ignorantia».
В 1448 году Николай был возведен в сан кардинала, а уже в 1450 году стал епископом Бриксена и папским легатом в Германии.
В 50-е годы XV века Кузанец много путешествует, стремится примирить различные христианские течения Европы, в частности, гуситов с католической Церковью.
В 1454 году, под впечатлением взятия Константинополя турками, он издал сочинение «De расе sive concordantia fidei», где указал на единство истинной основы во всех религиях и на возможность христианского соглашения со всеми народами, а вслед за тем в сочинении «De cribralione Alchorani» старался указать на тесную связь мусульманства с христианством (Библейская платформа), тем самым найти основания для мирного диалога (независимо от Кузанского в то время схожими вопросами занимались также Иоанн Сеговийский и Георгий Трапезундский).
В 1458 году Николай вернулся в Рим и в качестве генерального викария пытался проводить реформы Церкви. Он рассчитывал на успех, так как новым папой Пием II стал друг его юности Пикколомини, однако смерть помешала Николаю Кузанскому завершить задуманное. Николай Кузанский умер 11 августа 1464 в Тоди, направляясь в Рим. Через три дня в Анконе скончался Пий II, не успев организовать последний крестовый поход.

## Творчество

### Философия и теология
Николай Кузанский внёс вклад в развитие представлений, прокладывавших дорогу натурфилософии и пантеистическим тенденциям XVI века. В отличие от современных ему итальянских гуманистов, он обращался в разработке философских вопросов не столько к этике, сколько, подобно схоластам, к проблемам мироустройства. При этом Кузанский критиковал схоластику как «учёное незнание», противопоставляя ей «мудрое незнание» (docta ignorantia) в стиле Сократа.
В философском трактате «Об учёном незнании (De docta ignorantia)» Николай Кузанский сформулировал один из важнейших принципов своей философии:
…не будет более совершенного постижения, чем явить высшую умудрённость в собственном незнании… Архивная копия от 18 апреля 2009 на Wayback Machine.
Традиционно понимая Бога как творца, «форму всех форм», немецкий мыслитель широко использовал математические уподобления и диалектическое учение о совпадении противоположностей, чтобы по-новому осветить соотнесение Бога и природы. Николай Кузанский их сближает. Подчёркивая бесконечность Бога, он характеризует его как «абсолютный максимум», в то же время отмечая, что любые определения его ограничены. Мир трактуется как некое «развёртывание» Бога. Суть своих взглядов, пантеистическая тенденция которых опирается на широчайшие философские основы от Платона и неоплатонизма до мистики средневековья, Николай Кузанский выразил в формуле «Бог во всём и всё в Боге». Опираясь на принцип совпадения противоположностей, он выделяет четыре ступени познания: — чувственное восприятие, которое не ясно отражает то, что лежит на поверхности вещей; — рассудок, противопостовляющий противоположности; — разум, объединяющий противоположности, и интуицию, когда достигается полное совпадение противоположностей. Истина, в его представлении, достижима только интеллектом, который есть отражение божества. Поскольку интеллект есть отражение божественного ума, постольку, утверждал Николай Кузанский, в нём не действует закон противоречия, которому подчинена рассудочная деятельность, имеющая дело с понятиями о чувственном мире.
Много внимания он уделяет и проблеме места человека в мире. Изображая все явления природы взаимосвязанными, он видит в человеке «малый космос», намечает его особую центральную роль в сотворённом мире и способность охватывать его силой мысли: именно в разуме — богоподобие человека.

### Астрономия
С именем Николая Кузанского связаны также важные натурфилософские представления о движении Земли, которые не привлекли внимания его современников, но были оценены позже. Заметно опередив своё время, он высказал мнение, что Вселенная бесконечна и что у неё вообще нет центра: ни Земля, ни Солнце, ни что-либо иное не занимают особого положения. Все небесные тела состоят из той же материи, что и Земля, и, вполне возможно, обитаемы, хоть их жители могут быть несоизмеримыми с земными. Почти за два века до Галилея он утверждал: все светила, включая Землю, движутся в пространстве, и каждый наблюдатель вправе считать себя неподвижным.. Видимое движение небосвода он объяснял осевым вращением Земли. У него встречается одно из первых упоминаний о солнечных пятнах. Николай Кузанский сомневался в астрономической точности юлианского календаря и призывал к календарной реформе (эта реформа долго обсуждалась и была реализована только в 1582 году).
Астрономические труды Николая Кузанского, по мнению историков науки, оказали (прямое или косвенное) влияние на взгляды Паоло Тосканелли, Коперника, Джордано Бруно и Галилея.

### Утопические проекты
Немецкому мыслителю принадлежит и ряд проектов крупных взаимосвязанных церковных и политических реформ. В его предложениях причудливо сплетались трезвое понимание насущных потребностей развития Германии, опасение затронуть традиционные основы полновластия духовных и светских князей и утопия преодоления межконфессиональных споров, всеобщего согласия различных вер, в том числе христианства и ислама. Веяния гуманистического характера, независимость ума, способного подвергнуть сомнению такие важнейшие церковные документы, как Константинов дар и Лжеисидоровы декреталии, сочетались в Николае Кузанском с верностью основам схоластических традиций и позицией крупного католического иерарха, кардинала, призывавшего к терпимости на словах и жёстко проводившего линию Рима на деле.

### Математика
В 1445—1449 годах написал трактаты «О квадратуре круга» (De quadratura circuli) и «О соизмерении прямого и кривого» (De recti ac curvi commensuratione) — о спрямлении окружности. Основной его результат для приближённого спрямления дуги окружности в современных обозначениях можно выразить формулой:
{\displaystyle \varphi \approx {\frac {3\sin \varphi }{2+\cos \varphi }}}

### Оптика
В 1451 году изобрёл рассеивающую линзу для очков.

## Память
- В 1935 г. Международный астрономический союз присвоил имя Николая Кузанского кратеру на видимой стороне Луны.
- В 2006 году в Риме (Via don Carlo Gnocchi, 3) открылся частный университет имени Николая Кузанского, обозначаемый аббревиатурой UNICUSANO.

## Упоминания в литературе
Имя Николая Кузанского упоминается в книге Германа Гессе «Игра в Бисер». «Радость, доставляемая ему математикой, его пристрастие пояснять богословско-философские понятия на примере фигур и аксиом евклидовой геометрии кажутся очень близкими психологии Игры, и даже его латынь — слова которой иной раз просто выдуманы, хотя любой латинист поймёт их правильно, — даже она напоминает порой вольную пластичность языка Игры»

## Список произведений
- De maioritate auctoritatis sacrorum conciliorum supra auctoritatem papae (1433)
- De concordantia catholica (1433/34)
- Об учёном незнании (лат. De docta ignorantia), 1440
- Epistola ad Rodericum Sancium de Arevalo (1442)
- О предположениях (лат. De coniecturis), не позднее 1444
- О сокрытом Боге (лат. De deo abscondito), 1444/45
- Об искании Бога (лат. De quaerendo deum), 1445
- О богосыновстве (лат. De filiatione dei), 1445
- О даре Отца светов (лат. De dato patris luminum), 1446
- Диалог о становлении (лат. Dialogus de genesi), 1447
- Апология учёного незнания (лат. Apologia doctae ignorantiae), 1449
- Autobiographia (1449)
- Книги простеца, 1450
  - Простец о мудрости (лат. Idiota de sapientia)
  - Простец об уме (лат. Idiota de mente)
  - Простец об опытах с весами (лат. Idiota de staticis experimentis)
- О неином (лат. De li non aliud), 1452
- De pace fidei (1453)
- О видении Бога (лат. De visione Dei), 1453
- Complementum theologicum (1453)
- De mathematicis complementis (1453/54)
- Берилл (лат. De beryllo), 1458
- De mathematica perfectione (1458)
- De aequalitate (1459)
- De principio (1459)
- О возможности-бытии (лат. Trialogus de possest), 1460
- Reformatio generalis (ca. 1460)
- Cribratio Alkorani (1460/61)
- Directio speculantis, seu De non aliud (Le Non-Autre, 1462)
- Commentatio de notione creandi (fragmentum ca. 1462)
- Охота за мудростью (лат. De venatione sapientiae), 1463
- Игра в шар (лат. De ludo globi), 1463
- Компендий (лат. Compendium), 1463
- О вершине созерцания (лат. De apice theoriae), 1464
- Sermones

## Публикации трудов в русском переводе
- Николай Кузанский. Избранные философские сочинения. — М.: Соцэкгиз, 1937. [«О неином», «Об уме», «О бытии-возможности» / пер. А. Ф. Лосева; «Об учёном незнании» / пер. С. А. Лопашова]
- Николай Кузанский. Сочинения в двух томах. Архивная копия от 16 июля 2009 на Wayback Machine — М.: «Мысль» (книжная серия Философское наследие) — 960 с.
  - Том 1. (ФН, т.80) — 1979. — 488 с. Том 2. (ФН, т.82)— 1980. — 471 с.
- Николай Кузанский. О мире веры. — Канон+РООИ «Реабилитация», 2007. — 208 с. — ISBN 5-88373-187-2
- Николай Кузанский. Об учёном незнании. Перев. с лат. В. В. Бибихина — М.: «Академический проект», 2011. — 160 с. — ISBN 978-5-8291-1301-8.
- Лосев А. Ф. Николай Кузанский в переводах и комментариях: В 2 т. / Отв. ред., сост., вступит. статья, подгот. текста, коммент. Елены Тахо-Годи. — М.: Издательский Дом ЯСК, 2016. — Т. 1. — 728 с. ISBN 978-5-9907947-0-2; Т. 2. — 520 с. ISBN 978-5-9907947-2-6
- Николай из Кузы. О просеивании Алькорана. В трёх книгах / Пер. с лат., примеч. Ю. Е. Смирнова. — СПб.: Алетейя, 2021—2023.

### Переводчики Николая Кузанского на русский язык
- Бибихин, Владимир Вениаминович
- Лопашов, Сергей Алексеевич
- Лосев, Алексей Фёдорович
- Смирнов, Юлиан Евгеньевич
- Шичалин, Юрий Анатольевич